# Acacia synoria
Acacia synoria är en ärtväxtart som beskrevs av Bruce R. Maslin. Acacia synoria ingår i släktet akacior, och familjen ärtväxter. Inga underarter finns listade i Catalogue of Life.